# Eleutherodactylus tetajulia
Eleutherodactylus tetajulia är en groddjursart som beskrevs av Estrada och Hedges 1996. Eleutherodactylus tetajulia ingår i släktet Eleutherodactylus och familjen Eleutherodactylidae. IUCN kategoriserar arten globalt som akut hotad. Inga underarter finns listade i Catalogue of Life.